# Касперовцы
Касперовцы (укр. Касперівці) — село в Залещицкой городской общине Чортковского района Тернопольской области Украины.
До 2020 года входило в Залещицкий район.
Код КОАТУУ — 6122084701. Население по переписи 2001 года составляло 1100 человек.

## Географическое положение
Село Касперовцы находится на берегу реки Серет в месте впадения в неё реки Тупа, выше по течению на расстоянии в 2,5 км расположено село Лисичники, ниже по течению на расстоянии в 1 км расположено село Щитовцы, выше по течению реки Тупы на расстоянии в 0,5 км расположено село Бедриковцы. Через село проходит автомобильная дорога Т-2018.
К югу от села на левом склоне реки Днестр, в пределах урочища «Кривое» среди кустарников расположены днестровские феномены — геоморфологическое образования, геологический памятник природы местного значения. А на левом берегу Тупы в Касперовцах находится памятник природы геологического происхождения — редкие и уникальные отслоением с остатками мшанок и иглокожих известняков, общеизвестные как «Касперовский каньон».

## Климат
Климат Касперовцов умеренно континентальный с мягкой зимой и тёплым долгим летом, но несколько отличается от климата Западной Украины, так как имеет близость к средиземноморскому. Среднегодовая температура воздуха составляет + 8,7 ° С; самая низкая — в январе (-2,8 ° С), самая высокая — в июле (+ 20,0 ° С). Зима в среднем наступает 10 декабря и заканчивается 20 февраля, что на 3 недели позже и раньше чем в Тернополе, соответственно, зима относительно тёплая как для этой широты, с частыми оттепелями, однако при проникновении арктического воздуха температура воздуха опускается ниже −15 ° С, реже −20 ° С. Ежегодно в зимний период образуется снежный покров незначительной высоты, который, как правило, является неустойчивым; лето начинается 10 мая, а заканчивается 20 сентября, с середины июля и до конца второй декады августа температура воздуха не опускается ниже 18 ° С, с приходом антициклонов при солнечной погоде температура воздуха днём часто пересекает отметку +34 — + 36 ° С. Климатическое лето, как правило, длится 3-3,5 месяца, в последние годы наблюдений — 4 месяца (с середины мая и до середины сентября). В среднем за год выпадает 630 мм атмосферных осадков, меньше всего — с октября по март, больше всего — в июне—июле. Наиболее засушливым оказался 1946 год, за который пришлось 367 мм осадков, самый влажный 1955 г. — 945 мм. Больше всего осадков за сутки выпало в июле 1991 г. — 111 мм.
- Абсолютный минимум температуры зафиксирован 11 января 1940 — −30,5 ° С
- Абсолютный максимум температуры зафиксирован 8 июля 2015 — 39,3 ° С
- Середняя скорость ветра — 3,4 м / с
- Среднегодовая влажность воздуха — 76 %
- Количество дней с грозой в год — 34
- Количество дней с туманом в год — 57
- Количество ясных дней — 143, облачных — 183, мрачных — 39

## История
На территории Каспервцев обнаружены археолологични памятники позднего палеолита, трипольской, гава-голиградськой, липицкой, славянской, древнерусской культур, поздне-феодального периода, сокровище римских монет.
Самая известная из этих древностей — мустьерская достопримечательность Касперовцов, объект среднего палеолита. Культурный слой находился под толщей лёссовых отложений, был частично размыт и переотложен ещё в плейстоценовый период, но, несмотря на это, горизонт оказался достаточно богатым на археологические материалы, в частности на ископаемую фауну.
Первое письменное упоминание — 1469.
Географическое расположение на Млечном Пути способствовало экономическому развитию. В 1619 году король Сигизмунд III предоставил Я. Лютомирскому привилегию на основание в части села Касперовцы «За Серетом» города, которое должно было называться Лютомирском. Частые турецко-татарские нападения привели к его упадку.
В 1641 году Лютомирск стал городком Касперовцы, а после 1786 потерял городской статус.
В XIX в. Касперовцы принадлежали графам Дуниным-Борковским. В 1905—1914 гг. понедельникам были торги: продавали скот и свиньи.
В 1914 году в Касперовцах состоялся районовый праздник в честь 100-летия со дня рождения Тараса Шевченко. Тогда же, по случаю празднования 100-летнего юбилея Т. Г. Шевченко по инициативе писателя И. А. Маковея в селе главные улицы были названы именами Тараса Шевченко и Ивана Франко.
До войны в с. Касперовцы была пятиклассная школа, после войны с 1919 г.. — семилетняя школа, с 1951 года открыта средняя школа, теперь ЗОШ I—III степени. Действовали в Касперовцах общества «Просвита», «Сич», «Луг», «Союз украинок», «Родная школа», «Сельский хозяин», «Возрождение», кооператив.
25 декабря 1963 вблизи Касперовцах на реке Серет введена в действие ГЭС. С тех пор выработала более 600 млн кВт-час. электроэнергии. В результате чего было создано Касперовский государственный геологический заказник площадью 656 га, частью которого является Касперовское водохранилище (263 га), В настоящее время Касперовская ГЭС — самая мощная гидроэлектростанция в Тернопольской области. Сейчас вокруг Касперовской ГЭС — рекреационная зона с водохранилищем — место оздоровления и отдыха.
7 мая 1967 наводнение затопило часть села, так называемую Горидолину, были человеческие жертвы.
В селе есть древняя церковь Святого Георгия (XVII век, каменная). Позже Георгиевская церковь была переименована в Святого Юрия, там побывал украинский гетман Богдан Хмельницкий во время турецкого нашествия. Здесь он подписал договор о заключении перемирия между турками и украинцами. В 1972 году построена церковь Святой Параскевы (каменная). Сохранились руины римско-католической часовни (1910 год) (в 2014 году на её месте была построена новая), известняковая глыба Онуфрия (18 век). Часовня Иисуса Христа построена в центре села Касперовцы (2000 год, каменная), у Касперовской школы размещена часовня Божьей Матери.
В 2006 году село было газифицировано. Газификация состоялась по инициативе сельского головы М. В. Желизняка: газифицировано около 400 дворов.

## Достопримечательности
- Церковь Св. Георгия
- Церковь Св. Параскевы
- Руины римско-католической часовни (1910),
- Известняковая глыба с выдолбленным изображением святого Онуфрия (18 в.).
- Касперовский ландшафтный заказник

## Объекты социальной сферы
- Школа I—III ст.
- Детский сад.
- Дом культуры.
- Фельдшерско-акушерский пункт.
- Дом рыбака
- База отдыха «Росинка»
- Дом отдыха «RELAX»
- ООО «Завещание»
- Фермерское хозяйство
- Супермаркет «Теко»
- 5 торговых заведений

## Связь
Услуги фиксированной телефонной связи и доступа к интернет предоставляет компания Укртелеком. Услуги широкополосного доступа в интернет предоставляет интернет-провайдер «Гольфстрим». На территории села установлены три башни связи мобильных операторов: Киевстар, Vodafone и Lifecell. Самым распространённым оператором является Киевстар — им пользуется около 52 % процентов населения, Vodafone ~ 33 %, Lifecell ~ 15 %.

## Известные люди
- Оленчик Иван Фёдорович (род. 22 мая 1952) ― российский кларнетист и педагог.